# Zilverjodaat
Zilverjodaat (AgIO3) is een witte, kristallijne vaste stof, opgebouwd uit zilver, jood en zuurstof. In tegenstelling tot de meeste jodaten is zilverjodaat slecht oplosbaar in water. De stof is lichtgevoelig.

## Synthese
Zilverjodaat kan bereid worden door reactie van zilvernitraat met natriumjodaat, het bijproduct van deze reactie is natriumnitraat.

## Toepassingen
Zilverjodaat wordt gebruikt voor het aantonen van chloriden.